# 381260 Ouellette
381260 Ouellette è un asteroide della fascia principale. Scoperto nel 2007, presenta un'orbita caratterizzata da un semiasse maggiore pari a 3,0152397 UA e da un'eccentricità di 0,1357169, inclinata di 11,38039° rispetto all'eclittica.